# Białogardzki
Białogardzki là một huyện thuộc tỉnh Zachodniopomorskie của Ba Lan. Huyện có diện tích 845 km². Đến ngày 1 tháng 1 năm 2011, dân số của huyện là 48193 người và mật độ 57 người/km².